# Montmaneu
Montmaneu es un municipio de Cataluña, España. Perteneciente a la provincia de Barcelona, en la comarca de Noya. Según datos de 2018 su población era de 154 habitantes. El término municipal está formado por Montmaneu y por el raval de la Panadella. Incluye también el antiguo priorato de San Jorge de Riquer.

## Geografía
Integrado en la comarca de Noya, se sitúa a 88 kilómetros de la capital provincial. El término municipal está atravesado por la autovía del Nordeste A-2 entre los pK 531 y 535, además de por la antigua carretera N-II y por las carreteras provinciales B-100, que permite la conexión con San Guim de Freixanet, y B-221, que se dirige hacia Santa Coloma de Queralt. 
El relieve del municipio está formado por la transición entre el altiplano de la Segarra y las primeras elevaciones propias de la comarca de Noya. Centra el término el Coll de la Panadella, que supera los 700 metros, en el límite de la Depresión Central, que separa las cuencas del Llobregat y del Segre. La altitud oscila entre los 804 metros al sur (Vernet) y los 600 metros a orillas de la riera de Mussa al este y en las cercanías del río Ondara al oeste. El pueblo se alza a 709 metros sobre el nivel del mar. 
| Noroeste: San Guim de Freixanet (Lérida)                            | Norte: San Guim de Freixanet (Lérida) | Noreste: San Guim de Freixanet (Lérida) |
| Oeste: Ribera del Dondara (Lérida) y Talavera (Lérida)              |                                       | Este: Argensola                         |
| Suroeste: Ribera del Dondara (exclave) (Lérida) y Talavera (Lleida) | Sur: Talavera (Lérida)                | Sureste: Argensola                      |

## Historia
Aparece citado ya en documentos del siglo XI bajo el nombre de Monte Maneui. Fue cedido al monasterio de Santes Creus en 1242, cesión que fue confirmada por Guillem de Cervera en 1252. Pasó a depender de la corona en 1325. Hasta 1716 perteneció a la veguería de Cervera pasando luego a formar parte del corregimiento de la misma ciudad.
Maneu fue uno de los linajes catalanes de los siglos X y XI.
Durante las guerras carlistas, en el área de la Panadella, se produjeron diversos enfrentamientos. En 1837 fueron fusilados 276 soldados por orden del general Benet Tristany.

## Demografía
Montmaneu cuenta con una población de 200 habitantes (INE 2024).
| Gráfica de evolución demográfica de Montmaneu entre 1842 y 2021 |
| |
| Población de derecho según los censos de población del INE. Población de hecho según los censos de población del INE.En estos censos se denominaba Monmaneu: 1842, 1857, 1860, 1877, 1887, 1897 y 1900. |

## Cultura
La iglesia parroquial está dedicada a Santa María y es de estilo gótico. Construida en el siglo XIV, tiene planta de cruz latina con capillas laterales. Quedan algunos restos del priorato de San Jorge de Riquer que desapareció en el siglo XV. Pertenecía a la orden militar de San Jorge de Alfama.
Del antiguo castillo se conserva aún una torre de base cilíndrica. La torre, citada en documentos de 1176, está considerada como bien cultural de interés nacional.
Montmaneu celebra su fiesta mayor en septiembre. El martes de carnaval se celebra la fiesta conocida como la caldera durante la que se prepara una escudella popular, elaborada gracias a las aportaciones de los vecinos. La sopa es bendecida y repartida después entre los asistentes.

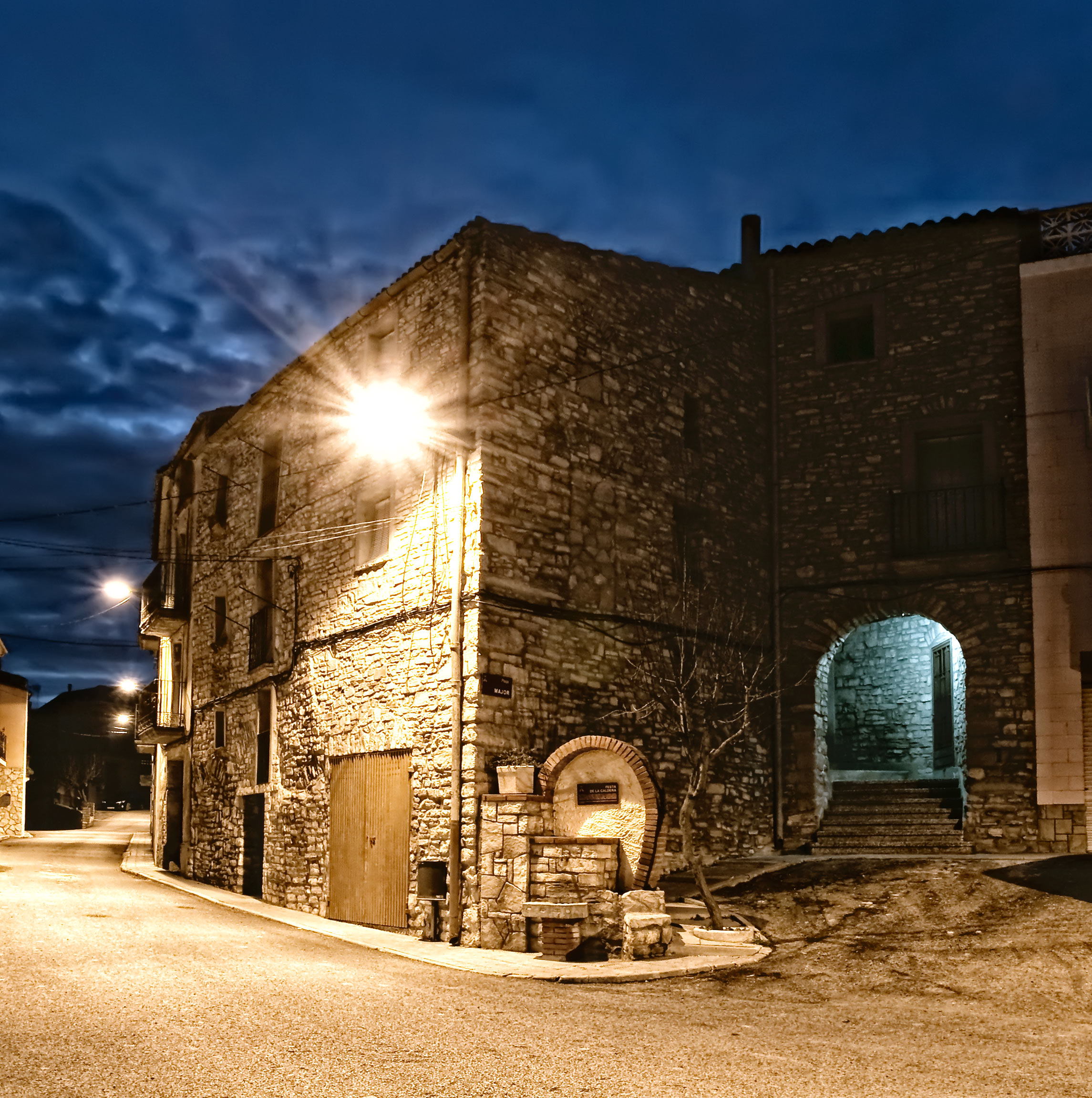
Calle Mayor.

## Economía
La principal actividad económica es la agricultura, predominando el cultivo de cereales.
El la Panadella existen diversas instalaciones dedicadas al turismo ya que se encuentra situado en un cruce de carreteras. La actividad ha disminuido desde que se construyó la variante de la A-2, tramo inaugurado en 2004.